# Eulonche insolita
Eulonche insolita är en fjärilsart som beskrevs av Augustus Radcliffe Grote 1873. Eulonche insolita ingår i släktet Eulonche och familjen nattflyn. Inga underarter finns listade i Catalogue of Life.